# Schäffer Erzsébet
Schäffer Erzsébet (Ercsi, 1948 május 9 – ) magyar Pulitzer-emlékdíjas újságíró, író, publicista.

## Életpályája
Ercsiben született, ott is töltötte gyermekkorának első éveit. Édesapja uradalmi számtartó, édesanyja temesvári polgárlány.
Saját bevallása szerint fiatalon többfélé dologba belekezdett: segédmunkáskodott, színházat csinált, bábozott, ugyanakkor már írni is elkezdett.
Az 1990-es évek elejétől a Nők Lapja munkatársa, azelőtt a Gyermekünk című lapnál dolgozott.
Lázár Ervint kedvenc meseírójának tartja.
Mottója: „Meg kell tanulnunk vágyakozni az után, ami a miénk." (Simone Weil)

## Művei
- Legkedvesebb meséim – meseválogatás (Cartaphilus kiadó, 1999)
- Pipacsvirágom (Cartaphilus kiadó, 2000)
- Bodobács (Cartaphilus kiadó, 2002)
- Egyszer volt (Sanoma kiadó, 2003)
- Hol nem volt (Sanoma kiadó, 2004)
- Lábujjhegyen (Sanoma kiadó, 2005)
- Ómama és a főpincérek (Sanoma kiadó, 2007)
- Toronyiránt (Sanoma kiadó, 2008)
- Pókfonálon (Sanoma kiadó, 2009)
- A temesvári lány (Sanoma kiadó, 2010)
- A szőlővirág illata (Sanoma kiadó, 2011)
- Káprázat az élet! (Central Médiacsoport Zrt. kiadó, 2012)
- Álmok kertje (Central Médiacsoport Zrt. kiadó, 2013)
- A kifutófiú szerelme (Central Médiacsoport Zrt. kiadó, 2014)
- Bodobács – Történetek útközben (bővített, új kiadás) (Central Médiacsoport Zrt. kiadó, 2015)
- Pipacsvirágom – Történetek útközben (bővített, új kiadás) (Central Médiacsoport Zrt. kiadó, 2015)
- Egyszer volt. Történetek, találkozások; Central Könyvek, Bp., 2016 (Nők lapja műhely)
- Káprázat az élet! Utak és ösvények; Central Könyvek, Bp., 2016 (Nők lapja műhely)
- Lábujjhegyen. Történetek útközben; Central Könyvek, Bp., 2016 (Nők lapja műhely)
- Hol vagy?; Central Médiacsoport Zrt., 2017

### Hangoskönyvek (a szerző előadásában)
- A hintalovak nappal alszanak (Kossuth-Mojzer kiadó, 2007)
- Hajnali játékok (Kossuth-Mojzer kiadó, 2008)
- Málna utca 3. (Kossuth-Mojzer kiadó, 2010)
- Szia, anya! (Kossuth Kiadó Zrt., 2012)
- A szerelmes körtefa (Kossuth Kiadó Zrt., 2013)
- Egyszer elmesélem (Kossuth Kiadó Zrt.. 2014)
- Karácsonyi ajándék (Kossuth Kiadó Zrt.. 2021)

## Díjai, elismerései
- Galsai Pongrác-díj (1990)
- Magyar Lajos díj (1996)
- A Magyar Köztársaság lovagkeresztje (2000)
- Pulitzer-emlékdíj (2001)
- Vörösmarty Mihály-díj (2004)
- Prima Primissima díj (2009)
- Nők Lapja Café internetes szavazás az utóbbi 10 év legsikeresebb női írói közé választotta (2011)
- A Lafemme magazin zsűrije az 50 legbefolyásosabb magyar nő közt tartja számon (2011)
- A Magyar Érdemrend tisztikeresztje (2018)